# Énna Bacach mac Diarmata
Énna Bacach mac Diarmata (mort en 1092) roi de Leinster de 1089 à 1092

## Biographie
Énna Bacach appartient à la dynastie des Uí Cheinnselaigh il est le fils cadet et survivant de Diarmait mac Mail na mBo après la période troublée qui commence dès avant la mort de son père, Il devient seigneur des Uí Cheinnselaigh et prétendant au trône de Leinster en 1089 après la mort de son cousin germain Donnchad mac Domnaill Remair,.
Les Annales d'Inisfallen et les Annales des quatre maîtres relèvent sa mort dès 1092 « tué par les Uí Cheinnselaigh eux-mêmes ». Il laisse son pouvoir contesté à son fils Diarmait mac Énnai.

## Source primaires
- « Annales des quatre maîtres », sur Corpus of Electronic Texts, University College Cork, 2013a (consulté le 29 mai 2018)
- « Annales d'Inisfallen », sur Corpus of Electronic Texts, University College Cork, 2008 (consulté le 29 mai 2018)

## Source secondaires
- (en) Francis J. Byrne, Irish Kings and High-Kings, Dublin, Courts Press History Classics, 2001 (ISBN 1-851-82-196-1).
- (en) T.W Moody, F.X. Martin et F.J. Byrne, A New History of Ireland IX Maps, Genealogies, Lists. A companion to Irish History part II, Oxford, Oxford University Press, 2011, 690 p. (ISBN 978-0-19-959306-4).